# Клинско-Солнечногорская оборонительная операция

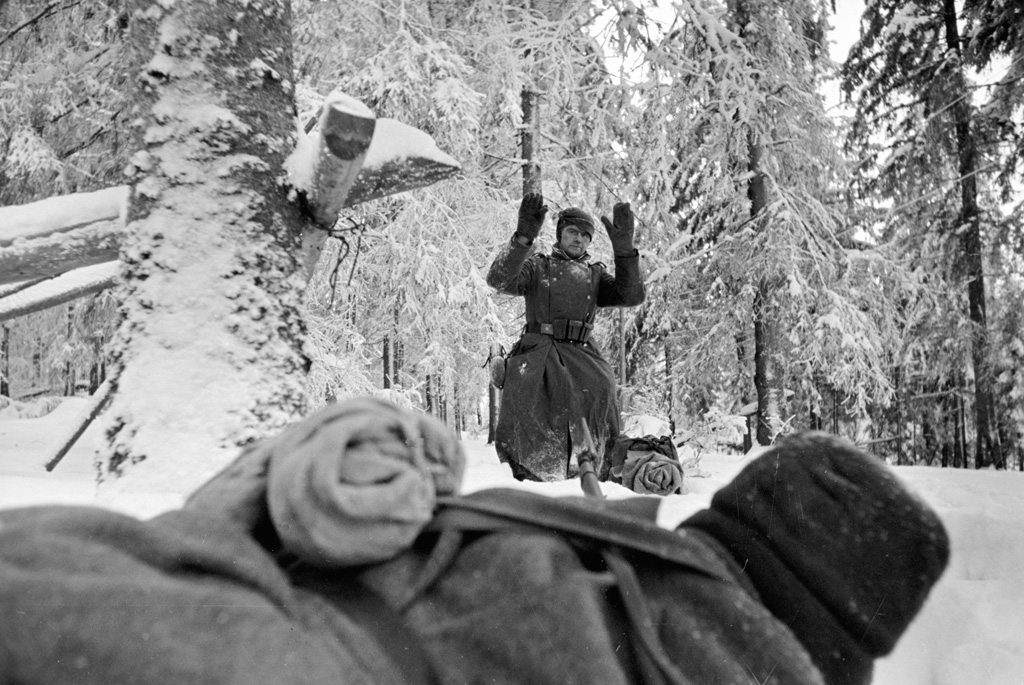
Немецкий солдат сдаётся в плен красноармейцам в районе Солнечногорска. 1 декабря 1941 года

Клинско-Солнечногорская оборонительная операция — одна из последних оборонительных операций войск правого крыла Западного фронта в ходе битвы за Москву, проводившаяся с 15 ноября по 5 декабря 1941 года. 
В ходе этой операции частям Красной армии удалось окончательно остановить наступление немецких войск на московском направлении, предотвратить обход Москвы с севера и создать условия для контрнаступления.

## Военно-оперативная ситуация
Последняя фаза немецкого наступления на Москву (операция «Тайфун») началась 30 сентября 1941 года. В течение октября войска немецкой группы армий «Центр» последовательно продвигались в восточном направлении. В середине октября была взломана Можайская линия обороны, 14 октября был занят город Калинин, 16 октября началось немецкое наступление на Волоколамском направлении (для обхода Москвы с севера), 24 октября — на тульском (для обхода с юга). 19 октября темп наступления значительно замедлился из-за распутицы. Однако 4 ноября ударили морозы, и, подтянув резервы к линии фронта и перегруппировав войска, немецкое командование начало подготовку к решающему наступлению.

## Боевые действия
15 ноября началось немецкое наступление силами 3-й танковой группы в полосе обороны 30-й армии южнее Калинина на Клин и Солнечногорск, 16 ноября 4-я танковая группа начала наступление в полосе 16-й армии севернее и южнее Волоколамска в направлении на Крюково. Общим планом предусматривалось, что эти части будут обходить Москву с севера, чтобы соединиться с правым флангом немецкого наступления в Ногинске.
К 20 ноября обе танковых группы продвинулись до 25 км. 23 ноября силам 3-й танковой группы удалось обойти Клин с севера и юга и занять город. 28 ноября немецкие танки вышли к Каналу имени Москвы в районе Яхромы, с ходу форсировав его. Однако 30 ноября они были выбиты на правый берег контрударом 1-й ударной армии.
24 ноября была предпринята попытка советского контрудара по 5-му армейскому корпусу, наступавшему на Солнечногорск, окончившаяся неудачей. В результате этого немецкие войска с ходу форсировали Истринское водохранилище и в тот же день заняли Солнечногорск. Части 5-го армейского корпуса продолжили наступление по Ленинградскому шоссе и к 27 ноября вышли на линию Крюково — Лунёво — Лобня в тыл 16-й армии, создав угрозу её окружения.
С 1 по 5 декабря совместным контрударом 1-й ударной и 20-й армий на Солнечногорск удалось выбить немецкие части за линию Лобня — Крюково — Дедовск и обезопасить тыл 16-й армии, а также лишить немецкие войска возможности обстреливать Москву из дальнобойной артиллерии.

## Итоги и значение операции
Клинско-Солнечногорская операция, продолжавшаяся 20 дней, стала одним из наиболее напряжённых периодов всей Московской битвы. Несмотря на то, что частям советской армии не удалось удержать отдельные рубежи обороны, а немецкие войска подошли к Москве на минимальное расстояние (к 1 декабря линия фронта проходила в 14 километрах от городской черты того времени), достигнуть своих целей немцам и их союзникам не удалось. Измотав свои передовые части, соединения и растянув тылы, немецкие войска вынуждены были к 5 декабря перейти к обороне на всей своей полосе наступления.